# Privation
Unter Privation (von lateinisch privatio ‚Befreiung, Ermangelung‘) versteht man die Verhängung der Reichsacht über einen geistlichen Reichsfürsten. Die Rechtsfolgen betrafen den Bischof, Prälaten oder Abt nur in seiner Funktion als Landesherr über ein weltliches Territorium, nicht in seiner Funktion als geistliches Oberhaupt eines Bistums. Das führte dazu, dass ein Geistlicher in ein und demselben Territorium nicht mehr über weltliche, wohl aber über geistliche Dinge entscheiden konnte.
Der bekannteste Fall ist die Privation des Kölner Kurfürst Joseph Clemens, der im Jahre 1706 zusammen mit seinem Bruder Max Emanuel, dem Kurfürsten von Bayern, geächtet wurde, weil sie sich beide mit dem Reichsfeind Ludwig XIV. eingelassen hatten. Die Privation Joseph Clemens wurde erst im Jahre 1714 wieder aufgehoben. Von 1706 bis 1714 versuchte das Kölner Domkapitel vergebens das Kurfürstentum Köln in weltlichen Dingen auf Reichsebene zu vertreten.
Die Privation ging in der Frühen Neuzeit in aller Regel vom Kaiser als Reichsoberhaupt aus. Die Verhängung und Durchsetzung der Privation bedurfte des Abschlusses eines festgelegten juristischen und politischen Verfahrens, das dem der Reichsacht sehr ähnlich war.